# ماركوس برغر
ماركوس برغر (بالألمانية: Markus Burger)‏ هو عازف جاز وملحن وعازف بيانو ألماني، ولد في 30 سبتمبر 1966 في فيتليش في ألمانيا.

## وصلات خارجية
- الموقع الرسمي
- ماركوس برغر على موقع IMDb (الإنجليزية)
- ماركوس برغر على موقع ميوزك برينز (الإنجليزية)
- ماركوس برغر على موقع أول ميوزيك (الإنجليزية)
- ماركوس برغر على موقع ديسكوغز (الإنجليزية)